# Saint-Ouen-Marchefroy

Saint-Ouen-Marchefroy este o comună în departamentul Eure-et-Loir, Franța. În 1 ianuarie 2022 avea o populație de 293 de locuitori.